# 毛里塔尼亞足球協會
毛里塔尼亞足球協會是專門管轄毛里塔尼亞足球事務的組織。毛里塔尼亞足球協會成立於1961年，並在同年加入國際足協。此外，它還是非洲足協、西非洲足球聯會和阿拉伯足球協會聯會的成員之一。

## 外部連結
- 官方網頁 （页面存档备份，存于）
- 國際足協網頁 （页面存档备份，存于）
- 非洲足協網頁 （页面存档备份，存于）